# Явор Вълканов
Явор Станиславов Вълканов е български актьор. Той е известен с ролите си в представленията на Народния театър „Иван Вазов“.

## Биография
Роден е на 12 април 1997 г. в град София. Като тийнейджър учи в школата на Малин Кръстев към Младежкия театър.
През 2020 г. завършва НАТФИЗ „Кръстьо Сарафов“ в последния клас на проф. Стефан Данаилов. Неговите състуденти са Радина Боршош, Филип Буков, Марин Рангелов, Антон Порязов и други.

### Актьорска кариера

#### Кариера в театъра
През 2017 г. Вълканов започва актьорската си кариера с постановката „Еквус“ в Младежкия театър „Николай Бинев“. В същата година участва на театралния фестивал „Сцена на кръстопът“ в Пловдив, където играе в представлението „Последно повикване“, като там си партнира с Радина Боршош и Филип Буков.
Вълканов е известен с ролите си на Кай в „Снежната кралица“ в Сатиричния театър „Алеко Константинов“, Джим Хокинс в „Островът на съкровищата“ и Ромео в „Ромео и Жулиета“ в Младежкия театър „Николай Бинев“.
От 2020 г. е в трупата на Народен театър „Иван Вазов“, където играе Момчето в „Три високи жени“, крал Франсоа II и Хенри Дарнли в „Цветът на дълбоките води“, Порфирий в „Братя Карамазови“, Ангел в „Нова земя“, „Народът на Вазов“, Калибан в „Бурята“ и др.
Снима се в рекламата на „Lidl“ със състудента си Антон Порязов.
През 2018 г. озвучава Тони Райниджър в анимационния филм „Феноменалните 2“. Това му е единствената изява в дублажа.

## Участия в театъра
Сатиричен театър „Алеко Константинов“
- Кай в „Снежната кралица“ от Ханс Кристиан Андерсен – режисьор Анастасия Събева[11][12]

Театър „Азарян“
- 2018 – Джим Хоукинс в „Островът на съкровищата“ от Робърт Луис Стивънсън – режисьор Анастасия Събева[13]

Театър „НАТФИЗ“
1. 2019 – Бастардът, Крал Джон, Марк Антоний и Юлий Цезар в „Кръв и власт“ от Уилям Шекспир, Кристофър Марлоу и Джон Уебстър, режисьор Росица Обрешкова[14][15][16]
2. 2019 – Дени Дейни в „Зверското синьо“ от Филип Ридли – режисьор Сава Драгунчев[17][18][19]
3. 2019 – Том Кетъл и Магинс в „Лодкарят“ от Джез Бътъруърт – режисьор Сава Драгунчев[20][21]

Младежки театър „Николай Бинев“
1. 2019 – Ромео в „Ромео и Жулиета“ от Уилям Шекспир – режисьор Анастасия Събева[22][23][24]

Народен театър „Иван Вазов“
1. 13 октомври 2017 г. – Франсоа / Хенри Дарнли в „Цветът на дълбоките води“ от Оля Стоянова – режисьор Бойка Велкова[25][26][27]
2. 26 март 2018 г. – Мъжът в „Три високи жени“ от Едуард Олби – режисьор Стефан Спасов, превод Гергана Дойнова[28][29][30]
3. 2019 – Отеф Профирий в „Братя Карамазови“ на Фьодор Достоевски – режисьор Деян Пройковски
4. 28 април 2021 г. – Ангел в „Нова земя“ от Иван Вазов – режисьор Бина Харалампиева[31][32][33][34][35]
5. 7 октомври 2021 г. – „Народът на Вазов“ от Александър Секулов – режисьор Диана Добрева[36][37]
6. 18 ноември 2021 г. – Калибан в „Бурята“ от Уилям Шекспир – режисьор Робърт Уилсън[38][39]
7. 2 ноември 2022 г. – „Фиеста“ – постановка Андреа Гаврилиу[40][41]
8. 31 януари 2023 г. – „Хоро“ по Антон Страшимиров – режисьор Василена Радева[42][43][44]
9. 22 април 2023 г. – „Русалка“ по мотиви от пиесата на Александър Пушкин и Владимир Набоков – режисьор Теодора Лилиян[45][46]

## Филмография
- „Заедно без теб“ (2020), късометражен филм – Наско[47]
- „Войната на буквите“ (2023)

## Дублаж
- „Феноменалните 2“ – Тони Райниджър, 2018

## Други дейности
Вълканов се занимава и с плуване.